# Nationale parken in Noorwegen
Nationale parken in Noorwegen hebben een relatief korte geschiedenis. Het eerste nationale park is in 1962 gesticht. Nu zijn er in Noorwegen 48 natuurgebieden die de status van nationaal park hebben, waarvan 7 op Spitsbergen.
Nationale parken in Noorwegen worden relatief strikt beheerd en zijn sterk op behoud van  'wildernis' gericht. Tegelijk geldt het allemansrecht, wat betekent dat iedereen het recht heeft om het gebied te betreden. Men mag er bijvoorbeeld wandelen, skiën en zwemmen, althans zolang de natuur niet wordt aangetast. Faciliteiten zoals wegen, accommodaties en bezoekerscentra liggen vrijwel altijd buiten de parken. 
Het beheer van de parken valt deels onder het Noorse Ministerie voor Klimaat en Milieu (Klima- og miljødepartementet), waarbij natuurbescherming is ondergebracht, deels onder de lokale autoriteiten.
De meeste parken liggen op het vasteland  maar de nationale parken Ytre Hvaler, Jomfruland en Raet zijn zeeparken, terwijl ook alle parken op Spitsbergen zeegebied omvatten. Op Spitsbergen ligt tevens het grootste nationale park van het land met een oppervlakte van 13.286 km², waarvan 5.141 km² landoppervlakte is. Het grootste park op het vasteland van Noorwegen is Hardangervidda met een oppervlakte van 3.422 km². Gutulia is het kleinste park met een omvang van 23 km².

## Geschiedenis

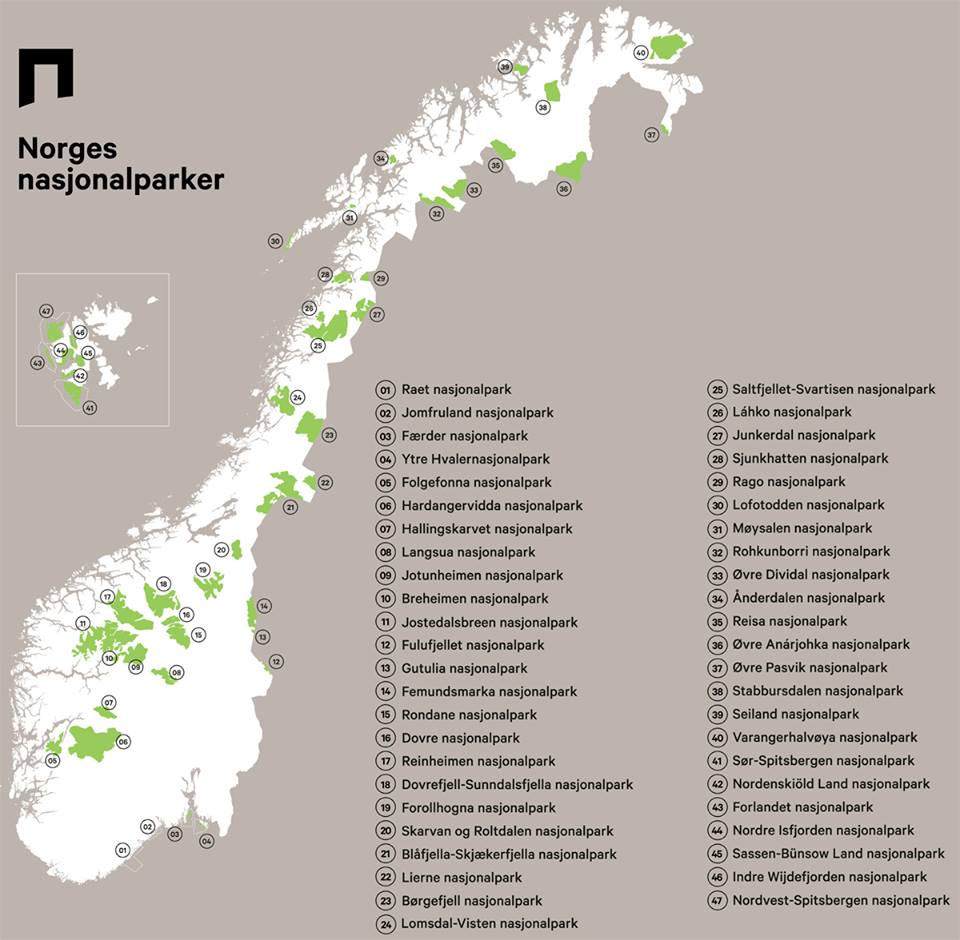
Nationale parken in Noorwegen (vasteland en Spitsbergen), zonder het in 2023 opgerichte Nationaal park Østmarka

Vergeleken met veel andere landen en zeker met Zweden zijn in Noorwegen pas laat nationale parken gesticht. De eerste initiatieven om natuur te beschermen vonden echter al plaats omstreeks 1900, onder anderen door Yngvar Nielsen van de Noorse vereniging voor toerisme (Den Norske Turistforening, DNT).
In 1954 werd de Natuurbeschermingswet aangenomen die een kader bood voor het aanwijzen van beschermde natuurgebieden, waarna in 1962 het eerste park werd gesticht, (Rondane). Deze wet voorzag ook in de oprichting van een Natuurbeschermingsraad (Statens naturvernråd) die de regering adviseerde in natuurbeschermingszaken. In 1970 werd een paragraaf aan de wet toegevoegd speciaal gericht op nationale parken. De raad suggereerde om 16 nationale parken te stichten. Hoewel dit advies werd overgenomen duurde het tot 1989 voordat deze gebieden als park of (in een geval) als reservaat werden aangewezen.
In 1986 adviseerde de raad om een tweede serie parken te stichten.. Ook dit advies werd overgenomen door het parlement dat in 1993 een nieuw nationale parkenplan vaststelde. Dit was gericht op uitbreiding van het aantal nationale parken en op vergroting van de bestaande parken.
In april 2021 stelde de Noorse Milieudienst voor om (naast de bestaande plannen voor nationaal park Østmarka ) vier nieuwe nationale parken (Sunnmørsalpene, Hornelen, Masfjordfjella, Øystesefjella) te creëren , acht bestaande nationale parken (Rohkunborri, Dovre, Jotunheimen, Jostedalsbreen, Blåfjella-Skjækerfjella, Raet, Femundsmarka, Skarvan og Roltdalen) uit te breiden en zes bestaande beschermde landschapsgebieden (Lyngsalpan, Sylan, Trollheimen, Ålfotbreen, Oksøy-Ryvingen, Flekkefjord) de status van nationaal park te geven . Er zijn ook concrete plannen voor een nationaal park in Borgan og Frelsøy in gemeente Nærøysund.<ref<NRK</ref>

## Doel en omvang
De Noorse nationale parken dienen om in de bewuste gebieden te komen tot regulering van menselijke activiteiten zoals toerisme en recreatie, wegenaanleg, jacht en visserij opdat bijzondere milieus niet aangetast worden. Ook fungeren de parken als onderzoekslocaties en referentiepunten voor hoogwaardige natuur- en milieukwaliteit. Het doel is om natuur te beschermen, daarbij inbegrepen de biodiversiteit, voor de huidige generatie mensen, voor 'de natuur zelf' en met het oog op toekomstige generaties.
Naast de nationale parken, die samen 21.650 km² beslaan, zijn er 153 beschermde landschappen (14.071 km²), 1701 natuurreservaten (3.418 km²), 102 natuurmonumenten en 98 kleine beschermde gebieden. Dit betekent dat ongeveer 12% van het vasteland van Noorwegen beschermd is.

## Overzicht
Hieronder volgt een overzicht van de nationale parken in Noorwegen.

### Nationale parken (vasteland)
| Naam                                                       | Opgericht in | Oppervlakte | Provincie                             | Foto |
| ---------------------------------------------------------- | ------------ | ----------- | ------------------------------------- | ---- |
| Nationaal park Ytre Hvaler                                 | 2009         | 354         | Østfold                               |      |
| Nationaal park Fulufjellet                                 | 2012         | 82,5        | Hedmark                               |      |
| Nationaal park Gutulia                                     | 1968         | 22,5        | Hedmark                               |      |
| Nationaal park Femundsmarka                                | 1971         | 597         | Hedmark, Trøndelag                    |      |
| Nationaal park Forollhogna                                 | 2001         | 1.064       | Hedmark, Trøndelag                    |      |
| Nationaal park Rondane                                     | 1962         | 969         | Hedmark, Oppland                      |      |
| Nationaal park Dovre                                       | 2003         | 290         | Hedmark, Oppland                      |      |
| Nationaal park Dovrefjell-Sunndalsfjella                   | 2002         | 1.698       | Oppland, Møre og Romsdal, Trøndelag   |      |
| Nationaal park Reinheimen                                  | 2006         | 1.974       | Oppland, Møre og Romsdal              |      |
| Nationaal park Jotunheimen                                 | 1980         | 1.155       | Oppland, Sogn og Fjordane             |      |
| Nationaal park Breheimen                                   | 2009         | 1.671       | Oppland, Sogn og Fjordane             |      |
| Nationaal park Langsua                                     | 2011         | 537         | Oppland                               |      |
| Nationaal park Hallingskarvet                              | 2006         | 451         | Buskerud, Hordaland, Sogn og Fjordane |      |
| Nationaal park Hardangervidda                              | 1981         | 3.444       | Buskerud, Telemark, Hordaland         |      |
| Nationaal park Færder                                      | 2013         | 340         | Vestfold                              |      |
| Nationaal park Folgefonna                                  | 2005         | 545         | Hordaland                             |      |
| Nationaal park Jostedalsbreen                              | 1991         | 1.310       | Sogn og Fjordane                      |      |
| Nationaal park Skarvan og Roltdalen (Tjohkeli jïh Råalten) | 2004         | 441         | Trøndelag                             |      |
| Nationaal park Blåfjella-Skjækerfjella                     | 2004         | 1.924       | Trøndelag                             |      |
| Nationaal park Lierne                                      | 2004         | 333         | Trøndelag                             |      |
| Nationaal park Børgefjell (Byrkije)                        | 1963         | 1.447       | Trøndelag, Nordland                   |      |
| Nationaal park Saltfjellet-Svartisen                       | 1989         | 2.102       | Nordland                              |      |
| Nationaal park Lomsdal-Visten (Njaarke)                    | 2009         | 1.102       | Nordland                              |      |
| Nationaal park Sjunkhatten (Dávga)                         | 2010         | 417,5       | Nordland                              |      |
| Nationaal park Jomfruland                                  | 2016         | 117         | Telemark                              |      |
| Nationaal park Junkerdal                                   | 2004         | 682         | Nordland                              |      |
| Nationaal park Lofotodden                                  | 2018         | 99          | Nordland                              |      |
| Nationaal park Møysalen                                    | 2003         | 51          | Nordland                              |      |
| Nationaal park Rago                                        | 1971         | 171         | Nordland                              |      |
| Nationaal park Láhko                                       | 2012         | 188         | Nordland                              |      |
| Nationaal park Ånderdalen                                  | 1970         | 125         | Troms                                 |      |
| Nationaal park Raet                                        | 2016         | 608         | Aust-Agder                            |      |
| Nationaal park Rohkunborri                                 | 2011         | 571         | Troms                                 |      |
| Nationaal park Reisa                                       | 1986         | 803         | Troms                                 |      |
| Nationaal park Øvre Dividal                                | 1971         | 770         | Troms                                 |      |
| Nationaal park Stabbursdalen (Rávttošvuomi)                | 1970         | 747         | Finnmark                              |      |
| Nationaal park Varangerhalvøya (Várnjárgga)                | 2006         | 1.804       | Finnmark                              |      |
| Nationaal park Anárjohka (Anárjoga)                        | 1976         | 1.390       | Finnmark                              |      |
| Nationaal park Seiland (Sievju)                            | 2006         | 316         | Finnmark                              |      |
| Nationaal park Øvre Pasvik (Báhčaveaji)                    | 1970         | 119         | Finnmark                              |      |
| Nationaal park Østmarka                                    | 2023         | 53,9        | Viken                                 |      |

### Nationale parken opSpitsbergen

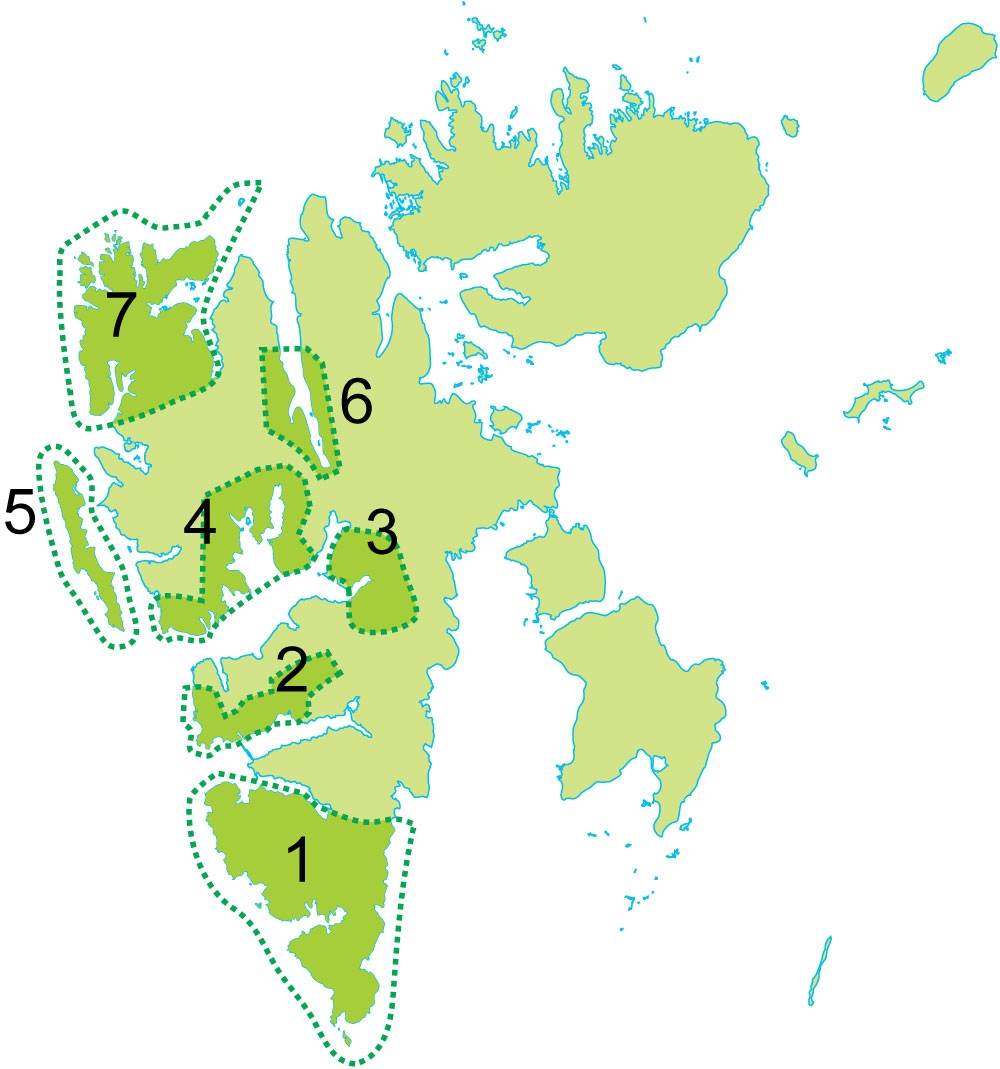
Nationale parken Spitsbergen (zie nummers tussen haakjes in de tabel)

| Naam                     | Grootte (km²)                          | Opgericht in                                                                      | Informatiecentrum | Foto |
| ------------------------ | -------------------------------------- | --------------------------------------------------------------------------------- | ----------------- | ---- |
| Forlandet (5)            | 4.647 totaal; 616 land; 4.031 water    | 1973                                                                              | Nee               |      |
| Indre Wijdefjorden (6)   | 1.127 totaal; 745 land; 382 water      | 2003                                                                              | Nee               |      |
| Nordre Isfjorden (4)     | 2.954 totaal; 2.050 land; 904 water    | 2003                                                                              | Nee               |      |
| Nordvest-Spitsbergen (7) | 9.914 totaal; 3.683 land; 6.231 water  | 1973                                                                              | Nee               |      |
| Sassen-Bünsowland (3)    | 1.230 totaal; 1.157 land; 73 water     | 2003                                                                              | Nee               |      |
| Sør-Spitsbergen (1)      | 13.282 totaal; 5.025 land; 8.257 water | 1973                                                                              | Nee               |      |
| Van Mijenfjord           |                                        | 2021 (uitbreiding van het in 2003 opgerichte nationaal park Nordenskiöldland (2)) | Nee               |      |